# Melanoplus foedus
Melanoplus foedus är en insektsart som beskrevs av Scudder, S.H. 1878. Melanoplus foedus ingår i släktet Melanoplus och familjen gräshoppor.

## Underarter
Arten delas in i följande underarter:
- M. f. iselyi
- M. f. foedus
- M. f. fluviatilis